# پرتقال سه‌برگی
نارنج سه‌برگ، نارنج تلخ چینی یا پرتقال سه‌برگی (نام علمی: Poncirus trifoliata) نام یک گونه از تیره سدابیان است که با خارهای بزرگ ۳ تا ۵ سانتی‌متری روی شاخه‌های خود قابل شناسایی می‌باشد.

## نگارخانه

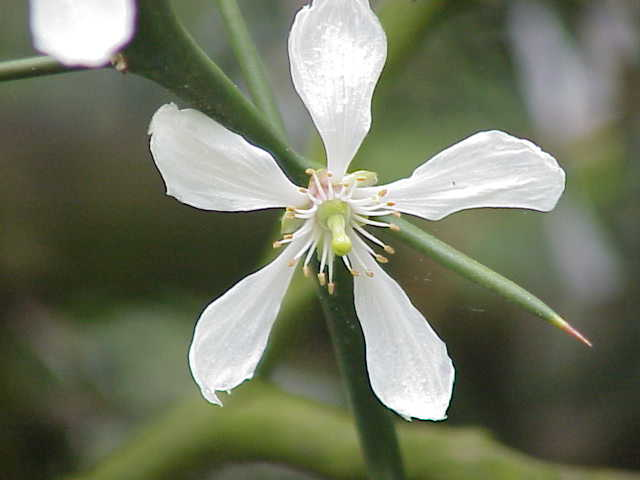
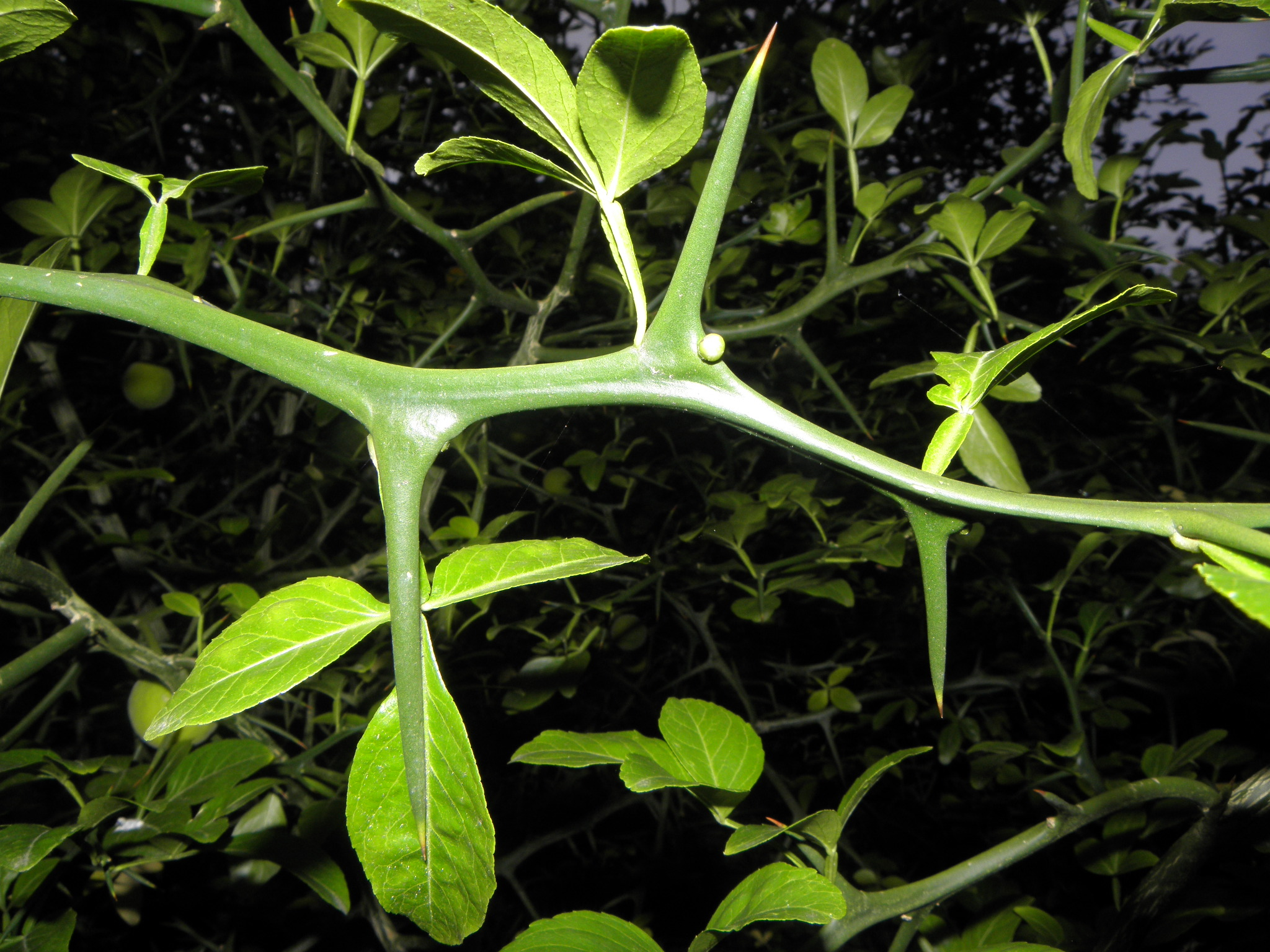
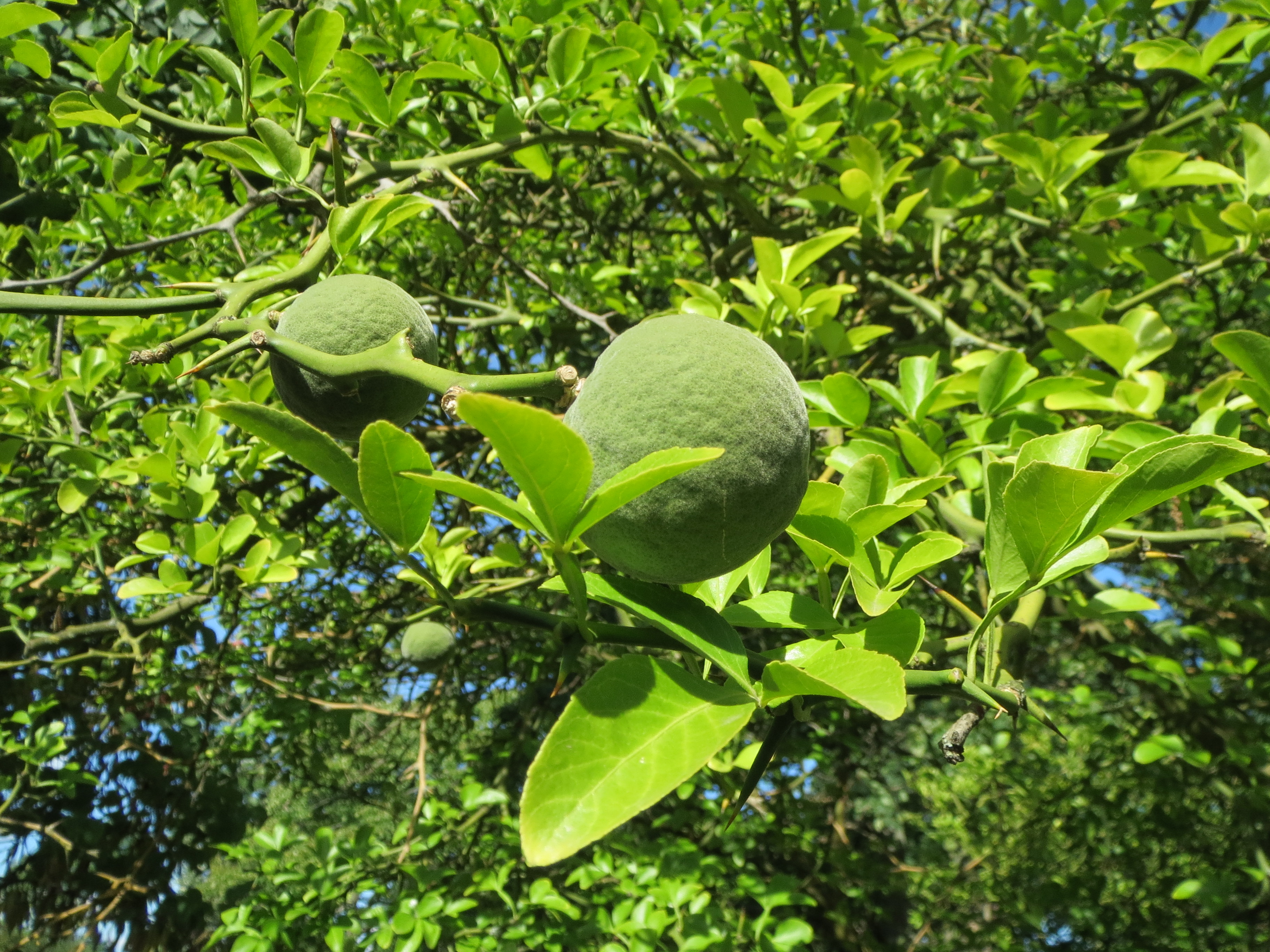